# 마티나 맥브라이드
마티나 맥브라이드(Martina McBride, 1966년 7월 29일 ~ )는 미국의 컨트리 가수이다.